# 弗拉泰斯
弗拉泰斯股份公司（德語：flatex AG）是一家在德国上市的线上证券经纪商及金融科技提供商。其成立于1999年7月，总部设在美因河畔法兰克福，并在德国（安德纳赫、柏林、茨维考、库尔姆巴赫、维利希、诺伊斯、杜塞尔多夫）和奥地利（维也纳）拥有多个分支机构。截至2019年底，弗拉泰斯拥有约370000万名客户，证券交易量达到1200万宗。